# Lythrypnus minimus
Lythrypnus minimus és una espècie de peix de la família dels gòbids i de l'ordre dels cipriniformes que es troba a les Bahames i a l'Illa de Providencia (Veneçuela).